# THE FILM 2
『THE FILM 2』（ザ・フィルム ツー）は、YOASOBIのライブビデオ。2024年4月10日にソニー・ミュージックエンタテインメントより発売された。

## 概要
本作は2023〜2024年の頭までに行われた「YOASOBI ARENA TOUR 2023 "電光石火"」、「YOASOBI ASIA TOUR 2023-2024」、「YOASOBI ZEPP TOUR 2024 “POP OUT”」からそれぞれさいたまスーパーアリーナ、韓国公演、Zepp Hanedaを収録した作品となっている。
それに加えて収録されている全公演と2023年8月に出演した「Head In The Clouds Los Angeles」での模様を収録したドキュメンタリーも収録される。

## 収録曲

### YOASOBI ARENA TOUR 2023 “電光石火”
1. 祝福
2. 夜に駆ける
3. 三原色
4. セブンティーン
5. ミスター
6. 海のまにまに
7. 好きだ
8. 優しい彗星
9. もしも命が描けたら
10. たぶん
11. ハルジオン
12. ハルカ
13. ツバメ
14. 怪物
15. 群青
16. アドベンチャー
17. アイドル

### “YOASOBI ASIA TOUR 2023-24” LIVE IN SEOUL KOREA
1. 夜に駆ける
2. 祝福
3. 三原色
4. セブンティーン
5. ミスター
6. Biri-Biri
7. 優しい彗星
8. 勇者
9. もう少しだけ
10. ハルジオン
11. たぶん
12. あの夢をなぞって
13. 怪物
14. 群青
15. アドベンチャー
16. アイドル

### YOASOBI ZEPP TOUR 2024 “POP OUT”
1. セブンティーン
2. 祝福
3. ハルジオン
4. 大正浪漫
5. 三原色
6. たぶん
7. Biri-Biri
8. 怪物
9. もしも命が描けたら
10. 優しい彗星
11. ツバメ
12. アイドル
13. 勇者
14. アドベンチャー
15. 群青
16. HEART BEAT
17. 夜に駆ける